# 富阿法圖
8°31′S 179°03′E / 8.517°S 179.050°E

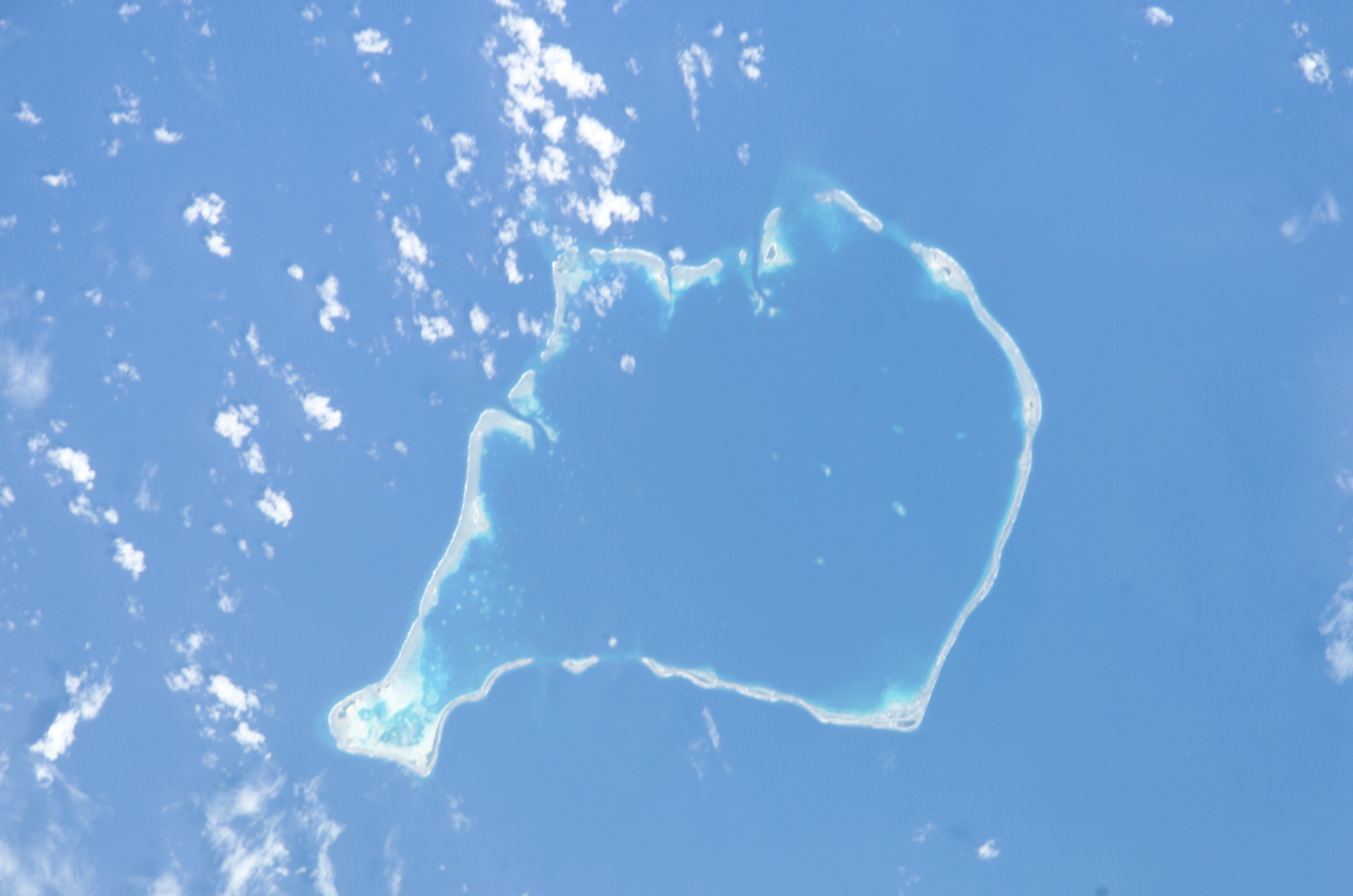
富納富提全圖

富阿法圖（英語：Fuafatu Isle）是一個位於吐瓦魯首都富納富提的一座珊瑚礁島嶼。富阿法圖是富納富提保护区的一部分，该保护区成立于1996年，成立目的是保护该地区的動物與植物。